# 文学遗产
《文学遗产》是中国社会科学院文学研究所主办的一份学术刊物（包括实体版杂志和网络版），是中国大陆唯一一家以中国古典文学为研究对象的刊物。教育部将其列为文学类甲等Ａ级刊物（社会科学大类）。2011年刊物的定价为¥20/月。

## 沿革
1954年中国作家协会古典文学部主办，在《光明日报》创办了一个学术副刊（周刊），即是《文学遗产》，3月1日第一期正式出版，陈翔鹤担任第一任主编。
1956年9月，改由北京大学文学研究所主办，陈翔鹤继续担任主编。后因文学研究所划归中国科学院哲学社会科学部(现中国社会科学院前身)，《文学遗产》归属文学研究所主管，依旧以《光明日报》副刊的形式出版（每周日发行）。此后因稿件增多，有时也会发行《文学遗产增刊》。
1963年6月，《文学遗产》停刊，至此共出版了463期。
1980年，《文学遗产》恢复并以季刊的形式由中华书局在全国发行（其间：1981年《文学遗产》在《光明日报》上恢复，为双周副刊，至1984年终止），1987年改为双月刊。
2009年4月7日，网络版正式发行。

## 荣誉
2018年，杂志被中华人民共和国国家新闻出版广电总局新闻报刊司评为2017年全国“百强报刊”。

## 研讨会
《文学遗产》杂志还多次组织举行学术研讨会，加强各地学者之间的交流。
- 1982年 开封(河南师大)“近代文学研讨会”
- 1983年 苏州(江苏师范学院)“清诗讨论会”
- 1985年 成都“宋代文学学术研讨会”
- 1987年 杭州大学“宏观文学研究会”
- 1989年 信阳“四十年古典文学研究回顾反思研讨会”
- 1990年 桂林“文学史观研讨会”
- 1994年 曲阜“儒学与文学国际学术讨论会”